# Hellinsia lacteolus
Hellinsia lacteolus là một loài bướm đêm thuộc họ Pterophoridae. Loài này có ở Nhật Bản (Honshu, Kyushu), Triều Tiên và Trung Quốc.
Chiều dài cánh trước là 10–11 mm.